# ناساو (نيويورك)
ناساو (بالإنجليزية: Nassau (town), New York)‏ هي بلدة أمريكية تقع في الولايات المتحدة في مقاطعة رينسيلير، نيويورك. يقدر عدد سكانها بـ 4,789 نسمة ومساحتها 117.1 كم2 وترتفع عن سطح البحر 280 متر.